# Den heldige Bananmand
Den heldige Bananmand er en dansk stum komediefilm fra 1910 produceret af Nordisk Films Kompagni. Filmens instruktør er ukendt.

## Handling
Denne artikel mangler et handlingsreferat. Hjælp os med at skrive det.

## Medvirkende
- Victor Fabian
- Petrine Sonne
- Rigmor Jerichau
- Otto Lagoni
- Ingeborg Rasmussen
- Paul Welander